# El Espíritu
El Espíritu är en ort i Mexiko.   Den ligger i kommunen Zamora och delstaten Michoacán de Ocampo, i den centrala delen av landet, 300 km väster om huvudstaden Mexico City. El Espíritu ligger 1 580 meter över havet och antalet invånare är 203.
Terrängen runt El Espíritu är kuperad österut, men västerut är den platt. Runt El Espíritu är det ganska glesbefolkat, med 48 invånare per kvadratkilometer. Närmaste större samhälle är Zamora, 6,2 km väster om El Espíritu. I omgivningarna runt El Espíritu växer huvudsakligen savannskog.